# Tomb Raider King
Tomb Raider King (en hangul, 도굴왕; romanización revisada, Dogurwang) es una novela web surcoreana escrita por Sanji Jiksong. Se serializó en la plataforma de ficción y cómics digitales KakaoPage de Kakao a partir del 1 de noviembre de 2016.
Una adaptación a webtoon de Tomb Raider King se serializó por primera vez en KakaoPage el 30 de junio de 2019; la primera temporada del webtoon concluyó el 30 de enero de 2023, seguida de su segunda temporada, que se lanzó de febrero a marzo de 2023. 
Una adaptación animada surcoreana producida por Studio EEK se estrenará en 2026.

## Trama
Las tumbas de los dioses han estado apareciendo por todo el mundo. Sin que la humanidad lo sepa, contienen reliquias que otorgan poderes a quienes las usan. El asaltante de tumbas Seo Joo-Heon, regresa 15 años al pasado y se embarca en un viaje alrededor del mundo para robar todas las tumbas antes de que alguien las consiga.

## Contenido de la obra

### Novela web
Tomb Raider King se serializó por primera vez en la plataforma de cómics y ficción digital KakaoPage de Kakao desde el 1 de noviembre de 2016.
La novela fue licenciada en inglés por Wuxiaworld y lanzada del 14 de diciembre de 2019 al 22 de mayo de 2021.

### Webtoon
Una adaptación webtoon se lanzó en KakaoPage el 30 de junio de 2019, y concluyó su primera temporada el 30 de enero de 2023; su segunda temporada comenzó el 9 de febrero de 2023, concluyendo el 27 de marzo de 2023, con su capítulo 412. Durante su panel en la Anime Expo 2022, Yen Press anunció que licenciaron el webtoon en inglés bajo su sello Ize Press. Su primer volumen recopilatorio fue lanzado por Redice Studio el 5 de enero de 2021. Tapas publica la serie en inglés.

#### Lista de volúmenes
| Volúmenes de manhwa publicados | Volúmenes de manhwa publicados | Volúmenes de manhwa publicados |
| Número                         | Fecha de lanzamiento           | ISBN                           |
| ------------------------------ | ------------------------------ | ------------------------------ |
| 1                              | 5 de enero de 2021             | ISBN 979-11-97221-00-2         |
| 2                              | 25 de mayo de 2021             | ISBN 979-11-97221-05-7         |
| 3                              | 27 de julio de 2021            | ISBN 979-11-97221-07-1         |
| 4                              | 7 de diciembre de 2021         | ISBN 979-11-91841-04-6         |
| 5                              | 29 de marzo de 2022            | ISBN 979-1-19-184110-7         |
| 6                              | 28 de junio de 2022            | ISBN 979-1-19-184116-9         |
| 7                              | 15 de diciembre de 2022        | ISBN 979-1-19-184129-9         |
| 8                              | 25 de mayo de 2023             | ISBN 979-1-19-184140-4         |
| 9                              | 18 de julio de 2023            | ISBN 979-1-19-184145-9         |
| 10                             | 5 de diciembre de 2023         | ISBN 979-1-19-184158-9         |
| 11                             | 16 de abril de 2024            | ISBN 979-1-19-184167-1         |
| 12                             | 8 de agosto de 2024            | ISBN 979-1-19-413124-3         |
| 13                             | 30 de diciembre de 2024        | ISBN 979-1-17-315060-9         |

### Serie animada
Una adaptación animada surcoreana fue anunciada en la Anime Expo 2024. Está producida por Studio EEK y se estrenará en 2026.